# Dhandhua
Dhandhua (em panjabi: ਢੰਢੂਆ) é uma aldeia localizada no distrito de Shaheed Bhagat Singh Nagar, no estado de Punjab, na Índia. Está localizado a 9,3 (5,8 mi) quilômetros de Nawanshahar, 7 (4,3 mi) quilômetros da cidade de Garhshankar, 20 quilômetros (12 mi) do distrito Shaheed Bhagat Singh Nagas e 113 quilômetros (70 mi) da capital do estado, Chandigarh. A aldeia, assim como as demais indianas, é governada por um sarpanch, eleito democraticamente pela maioria da população residente no assentamento.

## Demografia
Segundo o relatório publicado pelo Censo da Índia de 2011, a aldeia Dhandhua é composta por um total de 104 casas e a população total é de 474 habitantes, dos quais 247 são do sexo masculino e 227, do sexo feminino. O nível de alfabetização da aldeia é 80.29% maior que a média do estado, a qual é de 75.84%.
Conforme constatação do Censo, 133 pessoas exercem seu trabalho fora da aldeia; dessas, 130 são homens e 3 são mulheres. O levantamento do governo também consta que 99.25% dos trabalhadores ocupam um serviço como trabalho formal e único, enquanto os outros 0.75% estão envolvidos em atividades marginais, trabalhando como meio de subsistência em diferentes lugares em menos de seis meses.

## Educação
Na aldeia, não há nenhuma escola, e os estudantes precisam ir a outras aldeias para estudar; muitas dessas aldeias estão distantes por dez quilômetros. Nas proximidades, destaca-se a Lovely Professional University a 25 quilômetros. Outras instituições de ensino também representam papel importante na região: Guru Nanak Mission, Sat Modern Public, Guru Teg Bahadur e Lovely Public.

## Transporte
A estação de trem mais próxima de Dhandhua é Nawanshahr; no entanto, a estação principal, Garhshankar, está a 17 quilômetros (11 mi) de distância. O aeroporto mais perto é Sahnewal, localizado a 67 quilômetros, e o aeroporto internacional mais próximo é o Sri Guru Ram Dass Jee, a 134 quilômetros.